# (982) Franklina
(982) Franklina és un asteroide del cinturó principal descobert per l'astrònom H.E. Wood en 1922 des de l'Union Observatory de Johannesburg, Sud-àfrica.
Deu el nom a John Franklyn Adams (1843-1912), un astrònom amateur britànic i autor de mapes estel·lars.
S'estima que té un diàmetre de 32,5 km. La seva distància mínima d'intersecció de l'òrbita terrestre és d'1.33144 ua.
Les observacions fotomètriques recollides d'aquest asteroide mostren un període de rotació de 16 hores, amb una variació de lluentor de 9,9 de magnitud absoluta.